# Lymanopoda sororcula
Lymanopoda sororcula är en fjärilsart som beskrevs av Otto Thieme 1904. Lymanopoda sororcula ingår i släktet Lymanopoda och familjen praktfjärilar. Inga underarter finns listade i Catalogue of Life.